# 仙霞西路隧道
仙霞西路隧道，是上海市闵行区、长宁区之间的一条隧道，由上海城建第二市政集团建设，承担虹桥综合交通枢纽部分集散交通。双管单层设计，设计时速40公里/小时，全程通行时间2分钟。
该隧道下穿虹桥国际机场，为上海市首条穿越机场的地下隧道。隧道的建设不仅确保了飞机起降安全，还成功穿越了运营中的机场重要设施，沉降控制达到机场跑道对震动沉降的要求。通车后，原本绕行天山西路的机动车可改道此处前往虹桥枢纽，节约时间约半小时。